# Evry Schatzman
Évry Léon Schatzman (Neuilly-sur-Seine, 16 de setembro de 1920 — 25 de abril de 2010) foi um astrofísico francês.

## Vida
Evry Schatzman foi encarregado dos Cursos Peccot de matemática no Collège de France em 1950-1951.
De 1970 a 2001, Evry Schatzman foi presidente da União Racionalista.

## Anãs brancas e a teoria do aquecimento por ondas
Schatzman trabalhou com anãs brancas durante os anos 1940. Ele percebeu que as atmosferas das anãs brancas deveriam ser estratificadas gravitacionalmente, com hidrogênio no topo e elementos mais pesados abaixo,, §5–6 e explicou a ionização por pressão em atmosferas de anãs brancas. Ele foi um dos proponentes da teoria do aquecimento por ondas da coroa solar. Schatzman propôs o mecanismo de frenagem magnética, pelo qual fluxos de saída diminuem a rotação estelar.
Schatzman escreveu o livro de astrofísica Astrophysique Générale e contribuiu muito para a popularidade da astrofísica na França. Ele recebeu o Prix Jules Janssen da Société astronomique de France (Sociedade Astronômica Francesa) em 1973, o Prêmio Holweck em 1985 e a Medalha de Ouro do CNRS em 1983. Tornou-se membro da Academia Francesa de Ciências em 1985.
O CNRS reconheceu Schatzman como "o pai da astrofísica francesa moderna".

## Obras selecionadas
- Origine et évolution des mondes, Paris: A. Michel, 1957.  Translated into Spanish by Raquel Rabiela de Gortari and Arcadio Poveda as Origen y evolución del universo, México: UNAM, 1960; translated into English by Bernard and Annabel Pagel as The origin and evolution of the universe, New York: Basic Books, 1965.
- White Dwarfs, Amsterdam: North-Holland, 1958.
- (com Jean-Claude Pecker) Astrophysique Générale, Paris: Masson, 1959.
- Our Expanding Universe, New York: McGraw–Hill, 1992, ISBN 0-07-055174-X.
- (com Françoise Praderie)  Les Etoiles, Paris: Paris Interéditions et ed. du CNRS, 1990, ISBN 2-7296-0299-2.  Translated into English by A. R. King as The Stars, Berlin: Springer, 1993, ISBN 3-540-54196-9.